# Stadtbefestigung Zistersdorf

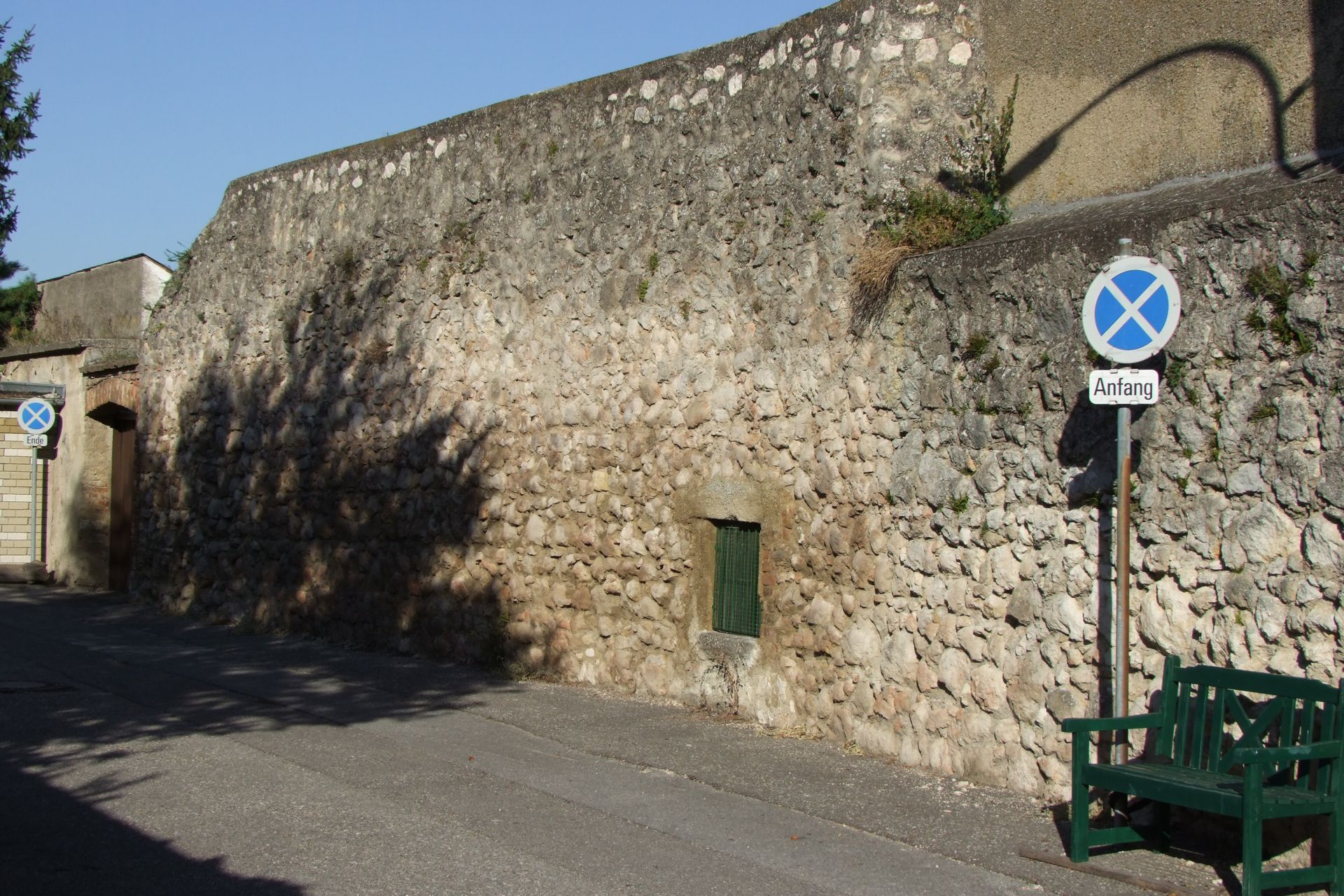
Stadtmauer

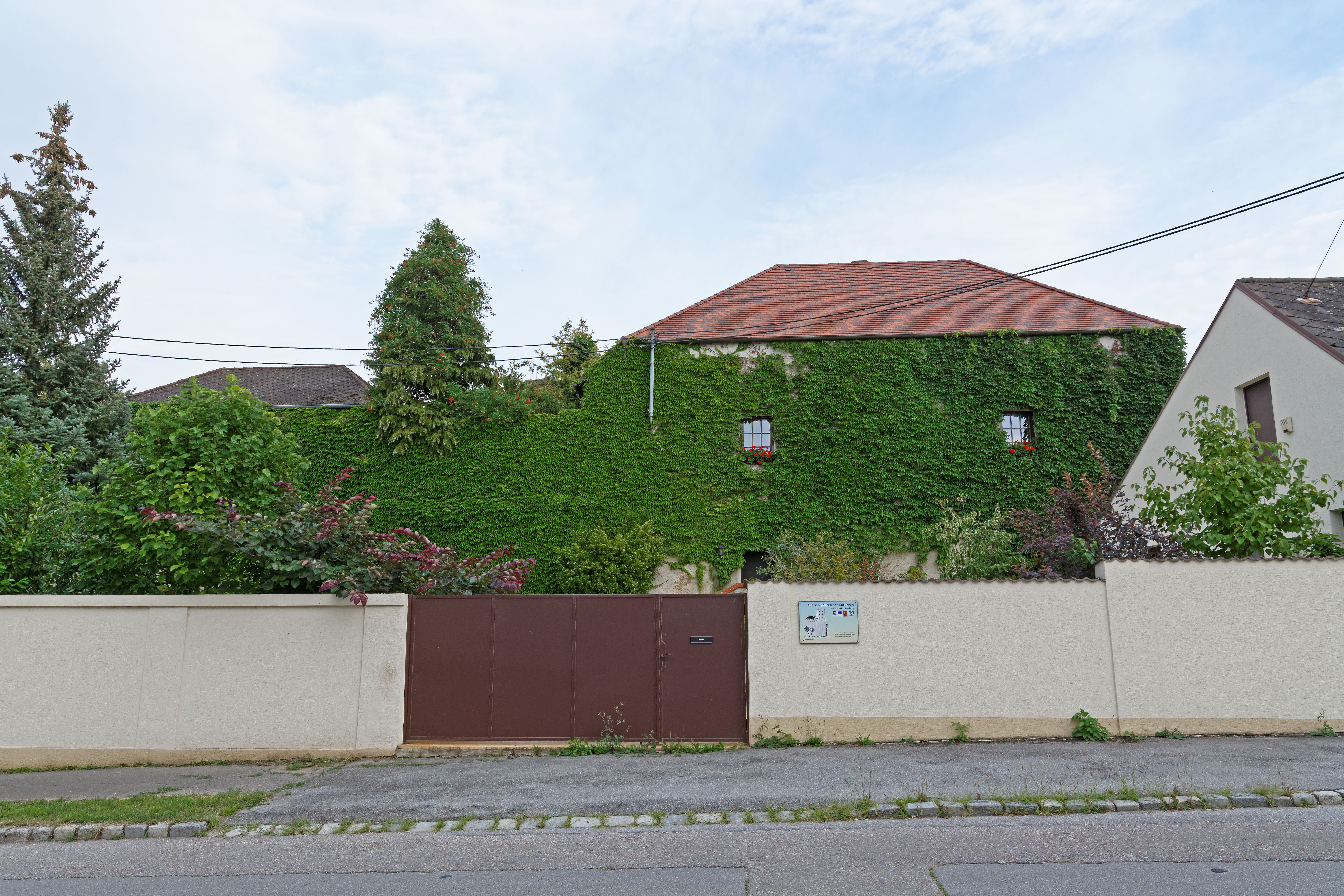
Stadtmauer und Pulverturm

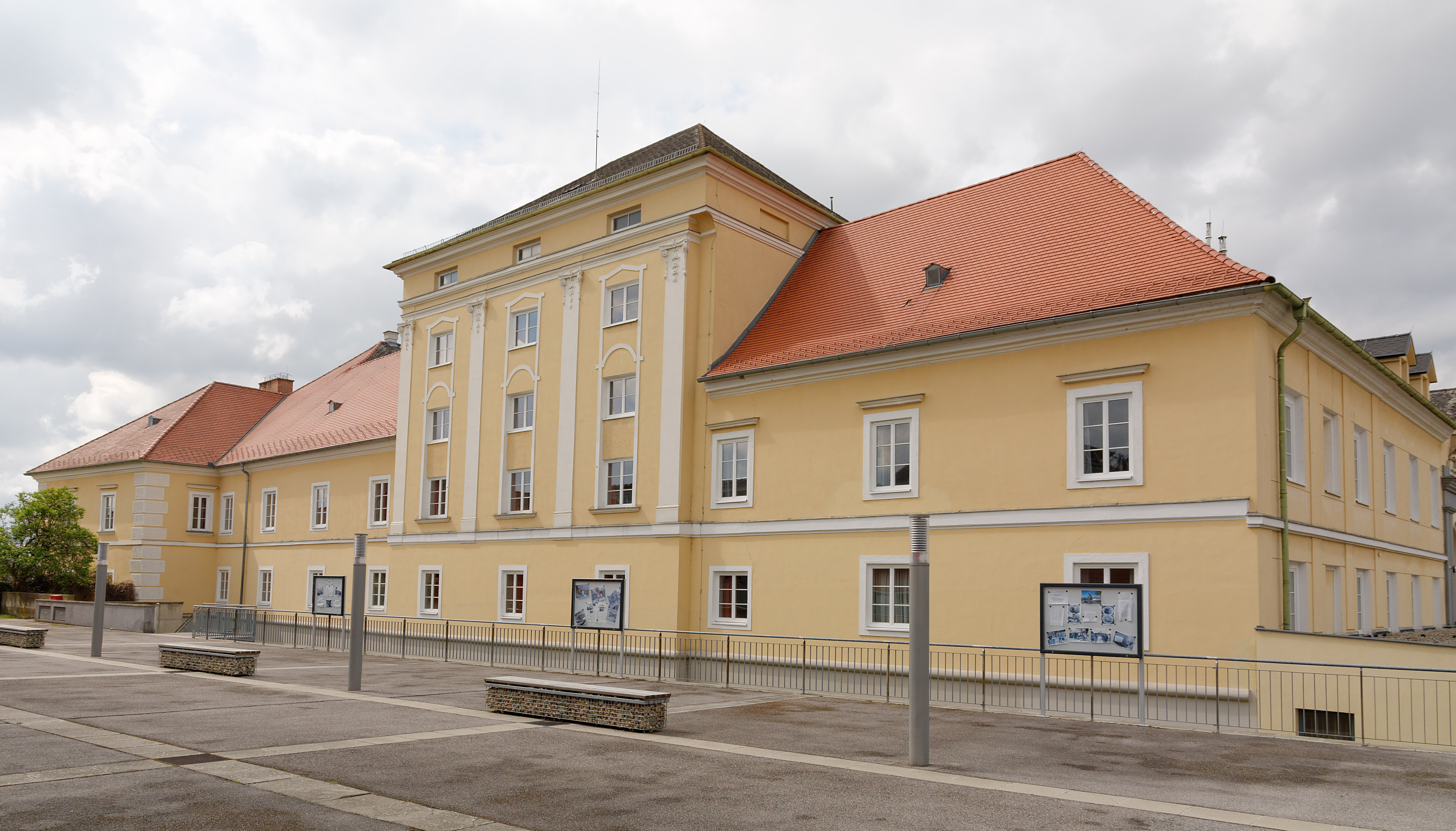
Ehemalige Stadtburg, stark verändert, heute Berufsschule

Die Stadtbefestigung Zistersdorf bestand in der Stadtgemeinde Zistersdorf im Bezirk Gänserndorf in Niederösterreich. Die erhaltenen Stadtmauern stehen unter Denkmalschutz (Listeneintrag).

## Geschichte
1160 wurde ein sogenannter Alter Markt genannt. In der ersten Hälfte des 13. Jahrhunderts wurde von den Kuenringern auf einer Lößkuppe südlich des Grabenangerdorfes eine planmäßige Stadtanlage mit einer wehrhaften Ringmauer, einem großen Rechteckplatz und einer Stadtburg im Südwesten gegründet. Die Stadt war eine bedeutende Grenzfeste in einer ehemals verkehrstechnisch wichtigen Lage.
1645 entstanden Schäden im Dreißigjährigen Krieg während des Einfalls der Schweden in Niederösterreich, weiteren Schaden erlitt die Befestigung 1683 im Großen Türkenkrieg und 1706 durch die Kuruzen. 1808 war sie von einem Großbrand betroffen.
Der große Rechteckplatz wurde später verbaut. Ab 1723 wurde der äußere Mauerbereich verbaut. Anfang des 19. Jahrhunderts wurden die Wälle abgetragen, der Graben zugeschüttet und die Tore abgebrochen.

## Stadtbefestigung
Die mittelalterliche Stadtbefestigung – eine bewehrte Ringmauer über terrainbedingt ovalem Grundriss – war ursprünglich von einem Wall und einem Graben umgeben. Der Turm des südwestlichen Tors wurde später in die Stadtburg einbezogen. An der Nord- und Westseite ist die Mauer durchgehend erhalten, aber zum Teil verbaut und durch jüngere Einbrüche gestört. An der Nordseite liegt das sogenannte Jüngere Tor mit einer Treppenanlage, die zum Alten Markt führt. 